# Tanginus
Tanginus est un chef celtibère pendant la guerre de Numance.

## Étymologie
En espagnol, le nom Tangino ou Tancino a des origines celtiques et germaniques et est populaire en Lusitanie et dans d'autres nations celtiques de la péninsule ibérique.

## Biographie
Le peuple de Tanginus reste inconnu. Il est généralement reconnu comme un Celtibère, bien qu'il puisse être originaire de plusieurs autres régions ibériques en raison de la fréquence de son nom,. La tradition ultérieure le considère comme un ancien marchand avant la guerre de Numance.
Tanginus intervient dans la guerre de Numance en 141 av. J.-C., lorsque Quintus Pompeius lutte contre les Celtibères autour de l'oppidum de Numance. À la tête d'un contingent de guerriers, Tanginus pénètre dans les territoires des Sedetani, alliés de Rome, pille et incendie toutes les colonies sur son passage, forçant Quintus Pompeius à quitter la zone de Numance et à aller le combattre. Il s'agit probablement du plan de Tanginus depuis le début, car toutes les tentatives précédentes des alliés de Numance pour briser l'encerclement de la ville en attaquant directement les positions romaines ont échoué. Quintus Pompeius va à la rencontre de Tanginus à Salduie, où le Celtibère, se sachant en infériorité numérique, déplace ses forces en traversant l'Èbre afin de se maintenir à distance,. Quintus Pompeius traverse également le fleuve avec des troupes de cavalerie et le rattrape à Ebelinum où il engage le combat avec les troupes celtibères jusqu'à ce que le reste de son armée arrive, ce qui lui permet de remporter la bataille.
Le sort de Tanginus reste inconnu, bien que son nom ne soit pas mentionné parmi les morts et les prisonniers de la bataille, s'étant probablement échappé à cheval. Les sources antiques mentionnent la capture de prisonniers au cours de la bataille. Refusant de devenir esclaves ou prisonniers de guerre, la plupart des Celtibères piégés se suicident en masse ou sont morts en attaquant les soldats romains, ce qui oblige les Romains à les menotter pour arrêter l'effusion de sang. Quintus Pompeius essaie d'envoyer les survivants à Rome par bateau, mais le résultat les prisonniers se révoltent et sabordent les navires de l'intérieur, les envoyant au fond avec eux-mêmes et leurs équipages.
Le projet de Tanginus n'est pas un échec, car il permet aux habitants de Numance d'obtenir un répit, ce qui est d'une importance vitale pour eux. Lorsque Quintus Pompeius revient et reprend le siège, il subit plusieurs défaites et est contraint de signer un traité de paix.

## Annexe